# 美留和山
美留和山（びるわやま）は、北海道の川上郡弟子屈町にある標高401.1mの山である。山頂には三等三角点「弁慶登」が設置されている。

## 概要
阿寒知床火山列のうちの摩周火山を構成する山の一つで、摩周湖第一展望台から西に伸びる尾根の先端部に聳え、北西側の山麓には釧網本線の美留和駅がある。
山名の「美留和」は諸説あり、「ペルア（泉）」や「ペルワアンペッ（泉池・ある・川）」や「ペレケイワナイ（裂けた・山の・川）」など定かではない。かつては「ペンケヌプリ」と呼ばれておりこの古名は三角点名「弁慶登」に反映されている。『弟子屈町史』では「ペレケ・ヌプリ（破れた・山）」が語源とされている。
登山道は存在しないため主に残雪期に登られる。第1摩周林道から尾根を北北東方向に登って山頂へ至るのがメインルートである。林道まで1時間ほどかかるものの美留和駅から徒歩でアクセスすることもできる。